# أقا بيل عليا
أقا بيل عليا (بالفارسية: اقابیل علیا) هي مستوطنة تقع في قسم بالابند الريفي (مقاطعة فريمان) في إيران. يقدر عدد سكانها بـ 33 نسمة بحسب إحصاء 2016.